# Somas de Riemann, somas de Darboux e outras somas
São vários os tipos de somas que podem contribuir para a definição da integral de Riemann de uma função real de variável real, definida num intervalo fechado {\displaystyle [a,b]}. Todas elas se baseiam no conceito de partição ou decomposição de {\displaystyle [a,b]}. Para a sua descriçáo poderemos seguir a maioria dos livros de Análise Matemática, tais como Elon Lages de Lima ou Jaime Campos Ferreira.

## Partições de um intervalo
Por partição de {\displaystyle [a,b]} entende-se qualquer conjunto {\displaystyle P=\{x_{0},x_{1},...,x_{n}\},} finito e ordenado {\displaystyle (x_{0}<x_{1}<...<x_{n})} em que {\displaystyle x_{0}=a} e {\displaystyle x_{n}=b}, onde portanto, {\displaystyle x_{1},...,x_{n-1},} são elementos distintos do intervalo aberto {\displaystyle ]a,b[}. Cada intervalo {\displaystyle [x_{i-1},x_{i}]} {\displaystyle (i=1,...,n)} é chamado de subintervalo determinado pela partição {\displaystyle P.} O valor {\displaystyle \left\vert P\right\vert =max\{x_{1}-x_{0},...,x_{n}-x_{n-1}\},} será dito diâmetro da partição {\displaystyle P.}

#### Exemplo 1
{\displaystyle P=[0,{\frac {1}{100}},{\frac {1}{99}},...,{\frac {1}{2}},1\}} constitui uma partição do intervalo {\displaystyle [0,1]} cujo diâmetro é {\displaystyle {\tfrac {1}{2}}}.

#### Exemplo 2
Com {\displaystyle n\in \mathbb {N} ,} {\displaystyle P=\{a+{\frac {b-a}{n}},a+2{\frac {b-a}{n}},...,a+(n-1){\frac {b-a}{n}},b\}} é a partição do intervalo {\displaystyle [a,b]} em {\displaystyle n} subintervalos todos de comprimento igual a {\displaystyle (b-a)/n}, pelo que
{\displaystyle |P|={\frac {b-a}{n}}.}
Por {\displaystyle {\mathcal {P}}([a,b])} designaremos o conjunto de todas as partições do intervalo {\displaystyle [a,b]}.

## Somas de Riemann
Reportam-se estas somas a uma dada função {\displaystyle f:[a,b]\rightarrow \mathbb {R} }. Mas, em primeiro lugar, precisaremos seguindo que um dado subconjunto seleção, {\displaystyle C} de {\displaystyle [a,b]}, se encontra bem associado a uma dada partição {\displaystyle P=\{x_{0},x_{1},...,x_{n}\}} de {\displaystyle [a,b]}, se e só se {\displaystyle C} tiver um e um só elemento {\displaystyle c_{i}} em cada um dos subintervalos {\displaystyle [x_{i-1},x_{i}]} {\displaystyle (i=1,...,n)} em que {\displaystyle P} decompõe o intervalo {\displaystyle [a,b]}. Por {\displaystyle {\mathcal {C}}_{P}} indicaremos o conjunto formado por todos os subconjuntos seleção de {\displaystyle [a,b]} que têm a propriedade de estarem bem associados à partição {\displaystyle P}.
Esta situação é resumida por alguns autores sob a designação de que o par  {\displaystyle (C,P)} constitui uma partição pontilhada.
Deste modo, relativamente ao intervalo {\displaystyle [a,b]}, dada uma partição {\displaystyle P=\{x_{0},x_{1},...,x_{n}\}\in {\mathcal {P}}([a,b])} e um conjunto seleção, {\displaystyle C=\{c_{1},...,c_{n}\}\in {\mathcal {C}}_{P}} , chamaremos soma de Riemann da função {\displaystyle f} relativamente a {\displaystyle P} e a {\displaystyle C} ao valor real dado por{\displaystyle \sigma (P,C,f)=f(c_{1})(x_{1}-x_{0})+...+f(c_{n})(x_{n}-x_{n-1})={\textstyle \sum _{i=1}^{N}\displaystyle }f(c_{i})(x_{i}-x_{i-1})}
(onde, em suma, {\displaystyle a=x_{0}<x_{1}<...<x_{n}=b} e {\displaystyle c_{i}\in [x_{i-1},x_{i}]} para {\displaystyle i=1,...,n)}.
Posto isto, diremos que a função {\displaystyle f} é integrável à Riemann no intervalo {\displaystyle [a,b]} se existir um valor {\displaystyle {\mathcal {I}}\in \mathbb {R} } para o qual se tenha
{\displaystyle \lim _{|P|\rightarrow 0}\sigma (f,P,C)={\mathcal {I}}} com o sentido seguinte:
- {\displaystyle (R)} Para cada {\displaystyle \epsilon >0} existe um {\displaystyle \delta >0} tal que sempre que com {\displaystyle P\in {\mathcal {P}}([a,b])} de diâmetro {\textstyle |P|<\delta } e qualquer seleção, {\displaystyle C\in {\mathcal {C}}_{P}}, se tem{\displaystyle |\sigma (P,C,f)-{\mathcal {I}}|<\epsilon .}

É claro que o valor {\displaystyle {\mathcal {I}}}, a existir, é único. Na verdade, seria absurdo pensar que os mesmos valores {\displaystyle \sigma (P,C,f)}, quando {\textstyle |P|\rightarrow 0}, pudessem aproximar-se do mesmo modo de dois valores distintos. O valor {\displaystyle {\mathcal {I}}} toma o nome de integral de {\displaystyle f} em {\displaystyle [a,b]} e será designado por{\displaystyle \int _{a}^{b}f(x)\,\mathrm {d} x.}

#### Exemplo 3
Seja {\displaystyle f:[a,b]\rightarrow \mathbb {R} } uma função constante no intervalo aberto {\displaystyle ]a,b[}, isto é, {\displaystyle f(x)=k} qualquer que seja {\displaystyle x\in ]a,b[}. Mostremos que independentemente dos valores que{\displaystyle f} toma em {\displaystyle a} e em {\displaystyle b},  {\displaystyle f} é integrável em {\displaystyle [a,b]} com
{\displaystyle \int _{a}^{b}f(x)\,\mathrm {d} x=k(b-a).}
Na verdade, com {\displaystyle P\in {\mathcal {P}}([a,b])} e {\displaystyle C\in {\mathcal {C}}_{P}} quaisquer, temos {\displaystyle |\sigma (P,C,f)-k(b-a)|=0} para cada conjunto {\displaystyle C} bem associado a {\displaystyle P} que não contenha nem {\displaystyle a} nem {\displaystyle b}. Por outro lado, é fácil de observar que se {\displaystyle C} contém {\displaystyle a} ou {\displaystyle b} então
{\displaystyle |\sigma (P,C,f)-k(b-a)|\leq (|f(a)-k|+|k-f(b)|)|P|}.
Como tal se {\displaystyle f(a)=f(b)=k}, também {\displaystyle |\sigma (P,C,f)-k(b-a)|=0}. Se for {\displaystyle |f(a)-k|+|k-f(b)|\neq 0} então para {\displaystyle \epsilon >0} arbitrário, com {\displaystyle 0<\delta <\epsilon /(|f(a)-k|+|k-f(b)|)} obtém-se verificada a correspondente condição {\displaystyle (R)}.

## Limitação
Na definição das somas de Riemann parece não existir grande exigência,no que respeita a características especificas que a função {\displaystyle f} deva verificar em {\displaystyle [a,b]}. Porém, a condição de integrabilidade {\displaystyle (R)} é mais restritiva do que aparenta. Na verdade, a integrabilidade à Riemann não é, como veremos, uma questão elementar. A título de exemplo comecemos por observar que {\displaystyle (R)} implica necessariamente a limitação da função {\displaystyle f} no intervalo {\displaystyle [a,b]} (ver [p. 557]). Este facto não é, tanto quanto sabemos, muito vulgarmente demonstrado na literatura matemática mas é um indício das dificuldades que se podem deparar na utilização da integral de Riemann. Importa-nos, contudo, salientá-lo no teorema seguinte, do qual por uma questão de completação, daremos uma demonstração diferente da descrita em.

#### Teorema 1 (da Limitação)
Se {\displaystyle f:[a,b]\rightarrow \mathbb {R} } é uma função integrável à Riemann então {\displaystyle f} é limitada em {\displaystyle [a,b]}.

#### Demonstração
Suponhamos por absurdo que {\displaystyle f} é ilimitada. Deste modo, perante a integrabilidade de {\displaystyle f} em {\displaystyle [a,b]}, facilmente se percebe que dado {\displaystyle \epsilon >0} arbitrário, existe um {\displaystyle \delta >0} e {\displaystyle P\in {\mathcal {P}}([a,b])} com diâmetro {\textstyle |P|<\delta }  tal que, para qualquer {\displaystyle C\in {\mathcal {C}}_{P}}, a condição {\displaystyle (R)} é satisfeita, e {\displaystyle f} é ilimitada em pelo menos um um dos subintervalos determinados pela partição {\displaystyle P.} Sem perda de generalidade, apenas para maior facilidade de exposição, suponhamos ser {\displaystyle [x_{0},x_{1}]} um desses subintervalos. Então sejam  {\displaystyle C_{1}=\{c,c_{2},...,c_{n}\}\in {\mathcal {C}}_{P}} e {\displaystyle C_{2}=\{\gamma ,c_{2},...,c_{n}\}\in {\mathcal {C}}_{P}}, isto é, com {\displaystyle c,\gamma \in [x_{0},x_{1}]}  e {\displaystyle c_{i}\in [x_{i-1},x_{i}]} para {\displaystyle i=2,...,n}, quaisquer. Temos então que
{\displaystyle |\sigma (P,C_{1},f)-\sigma (P,C_{2},f)|=|f(c)-f(\gamma )|(x_{1}-x_{0})<2\epsilon ,}
donde se conclui, fixando {\displaystyle \gamma }, que 
{\displaystyle |f(c)|<{\frac {2\epsilon }{x_{1}-x_{0}}}+|f(\gamma )|}
qualquer que seja {\displaystyle c\in [x_{0},x_{1}],} o que é contraditório com o facto de {\displaystyle f} ser ilimitada em  {\displaystyle [x_{0},x_{1}]}, ficando assim a demonstração terminada. 
A integral de Riemann fica por conseguinte circunscrita às funções {\displaystyle f:[a,b]\rightarrow \mathbb {R} } que são limitadas.

## Somas de Darboux
Neste contexto, poder-se-á então supor que {\displaystyle f:[a,b]\rightarrow \mathbb {R} } é uma função limitada, para a qual existem valores {\displaystyle m,M\in \mathbb {R} } tais que {\displaystyle m\leq f(x)\leq M,} qualquer que seja {\displaystyle x\in [a,b].} Os valores {\displaystyle m} e {\displaystyle M} podrão ser determinados por
{\displaystyle m=\inf\{f(x):x\in [a,b]\}} e {\displaystyle M=\sup\{f(x):x\in [a,b]\}.}
A formulação da integral de Riemann publicada por Jean-Gaston Darboux em 1875 nos Annales de l'École normale Superieur de Paris é obtida como resultado das integrais inferior e superior (de Darboux). Estas integrais são formuladas com base nas chamadas somas de Darboux, constituídas a partir de uma dada partição  {\displaystyle P=\{x_{0},x_{1},...,x_{n}\}} de {\displaystyle [a,b]}. A soma inferior de Darboux é definida por
{\displaystyle s_{f}(P)=\sum _{i=1}^{n}m_{i}(x_{i}-x_{i-1})}, onde {\displaystyle m_{i}=\inf\{f(x):x\in [x_{i-1},x_{i}]\}}
e a soma superior de Darboux é dada por
{\displaystyle S_{f}(P)=\sum _{i=1}^{n}M_{i}(x_{i}-x_{i-1})}, onde {\displaystyle M_{i}=\sup\{f(x):x\in [x_{i-1},x_{i}]\}}.
Destas somas destacamos as seguintes propriedades elementares.

### Propriedades elementares das somas de Darboux
- {\displaystyle (i)} Para qualquer partição {\displaystyle P\in {\mathcal {P}}([a,b])} tem-se {\displaystyle m(b-a)\leq s_{f}(P)\leq S_{f}(P)\leq M(b-a)}.

- {\displaystyle (ii)} Se {\displaystyle P_{1},P_{2}\in {\mathcal {P}}([a,b])} são duas partições tais que {\displaystyle P_{1}\subset P_{2}} (caso em que {\displaystyle P_{2}} se diz uma partição mais fina que {\displaystyle P_{1}} ou um refinamento da partição {\displaystyle P_{1}}) então {\displaystyle s_{f}(P_{1})\leq s_{f}(P_{2})} e {\displaystyle S_{f}(P_{2})\leq S_{f}(P_{1})}.

A primeira propriedade é óbvia a partir da definição das somas inferior e superior de Darboux e das desigualdades {\textstyle m\leq f(x)\leq M,} qualquer que seja {\textstyle x\in [a,b].} Quanto à segunda, em  e  a demonstração é ilustrada para o caso em que {\displaystyle P_{2}} contém apenas mais um ponto do que {\displaystyle P_{1}}.
A partir destas propriedades, dadas duas partições quaisquer {\displaystyle P,Q\in {\mathcal {P}}([a,b])} do intervalo {\displaystyle [a,b]}, resultam imediatamente as seguintes relações {\textstyle s_{f}(P)\leq s_{f}(P\cup Q)\leq S_{f}(P\cup Q)\leq S_{f}(Q).} Estas desigualdades esclarecem totalmente a estrutura destas somas, pondo em evidência que as somas inferiores não se misturam com as somas superiores. Antes pelo contrário, geometricamente elas ocupam espaços opostos da reta real. Melhor dizendo, definindo a chamada de integral inferior de {\displaystyle f} em {\displaystyle [a,b]} através de
{\displaystyle {\underline {\int }}_{a}^{\ b}f(x)\,\mathrm {d} x=\sup\{s_{f}(P):P\in {\mathcal {P([a,b])}}\}},
temos que para qualquer {\displaystyle Q\in {\mathcal {P([a,b])}}} se tem
{\displaystyle {\underline {\int }}_{a}^{\ b}f(x)\,\mathrm {d} x\leq S_{f}(Q)}.
Assim, definindo a integral superior de {\displaystyle f} em {\displaystyle [a,b]} como 
{\displaystyle {\overline {\int }}_{a}^{\ b}f(x)\,\mathrm {d} x=\inf \ \{S_{f}(Q):Q\in {\mathcal {P}}([a,b])\}},
obtemos que 
{\displaystyle {\underline {\int }}_{a}^{\ b}f(x)\,\mathrm {d} x\leq {\overline {\int }}_{a}^{\ b}f(x)\,\mathrm {d} x},
sendo válido o seguinte teorema.

#### Teorema 2
Uma função {\displaystyle f:[a,b]\rightarrow \mathbb {R} } limitada é integrável à Riemann se e só se
- {\displaystyle (D)} {\displaystyle {\underline {\int }}_{a}^{\ b}f(x)\,\mathrm {d} x={\overline {\int }}_{a}^{\ b}f(x)\,\mathrm {d} x.}.

A demonstração deste teorema, ou seja a prova da equivalência entre as condições {\displaystyle (R)} e {\displaystyle (D)} pode ser vista quer em  [p. 265], quer em  [p. 558]. É claro que em tal situação
{\displaystyle {\int }_{a}^{\ b}f(x)\,\mathrm {d} x={\underline {\int }}_{a}^{\ b}f(x)\,\mathrm {d} x={\overline {\int }}_{a}^{\ b}f(x)\,\mathrm {d} x.}
Ilustremos a formulação de Darboux do integral de Riemann com o exemplo clássico de função não integrável: a função de Dirichlet.

#### Exemplo 4
Seja {\displaystyle d:[a,b]\rightarrow \mathbb {R} } dada por:
{\displaystyle d(x)={\begin{cases}1,&{\text{se }}x{\text{ é racional}}\\0,&{\text{se }}x{\text{ é irracional.}}\end{cases}}}
Para qualquer partição {\displaystyle P=\{x_{0},x_{1},...,x_{n}\}\in {\mathcal {P}}([a,b])}, na formulação das respetivas somas de Darboux tem-se para cada {\displaystyle i=1,...,n}, {\displaystyle m_{i}=0} e {\displaystyle M_{i}=1}, ou seja {\displaystyle s(P)=0} e {\displaystyle S(P)=b-a.} Logo  {\textstyle {\underline {\int }}_{a}^{\ b}d(x)\,\mathrm {d} x=0,\quad e\quad {\overline {\int }}_{a}^{\ b}d(x)\,\mathrm {d} x=b-a,} pelo que {\displaystyle d} não é integrável.
Como consequências das propriedades das somas de Darboux acima apontadas podemos registar as seguintes relações elementares das integrais inferior e superior.

### Algumas propriedades das integrais inferior e superior
Continuemos a considerar uma função {\displaystyle f:[a,b]\rightarrow \mathbb {R} } limitada.
- {\displaystyle (iii)} Os valores {\textstyle {\frac {1}{b-a}}\ {\underline {\int }}_{a}^{\ b}f(x)\,\mathrm {d} x} e {\textstyle {\frac {1}{b-a}}\ {\overline {\int }}_{a}^{\ b}f(x)\,\mathrm {d} x} pertencem ao intervalo {\displaystyle [m,M]}.

- {\displaystyle (iv)} Existem {\displaystyle \lambda ,\mu \in \ [m,M]} tais que  {\textstyle {\underline {\int }}_{a}^{\ b}f(x)\,\mathrm {d} x=\lambda (b-a),\quad e\quad {\overline {\int }}_{a}^{\ b}f(x)\,\mathrm {d} x=\mu (b-a).} Se {\displaystyle f} for contínua em {\displaystyle [a,b]} tem-se que existem {\displaystyle \alpha ,\beta \in [a,b]} tais que {\displaystyle \lambda =f(\alpha )} e {\displaystyle \mu =f(\beta )}.

- {\displaystyle (v)} Para qualquer {\displaystyle c\in [a,b],} {\textstyle {\underline {\int }}_{a}^{\ b}f(x)\,\mathrm {d} x={\underline {\int }}_{a}^{\ c}f(x)\,\mathrm {d} x+{\underline {\int }}_{c}^{\ b}f(x)\,\mathrm {d} x\,\quad e\quad {\overline {\int }}_{a}^{\ b}f(x)\,\mathrm {d} x={\overline {\int }}_{a}^{\ c}f(x)\,\mathrm {d} x+{\overline {\int }}_{c}^{\ b}f(x)\,\mathrm {d} x\,.}

A propriedade {\displaystyle (iii)} resulta imediatamente da propriedade {\displaystyle (i)} das somas de Darboux. A primeira parte de {\displaystyle (iv)} é apenas uma outra versão escrita de {\displaystyle (iii)}. A segunda parte da mesma propriedade é consequência imediata do teorema de Bolzano.
Quanto a {\displaystyle (v)} analisemos apenas, por exemplo, a primeira igualdade, podendo para a segunda proceder-se por analogia. Temos então, utilizando conhecidas propriedades algébricas do supremo
{\displaystyle {\begin{aligned}{\underline {\int }}_{a}^{\ c}f(x)\,\mathrm {d} x+{\underline {\int }}_{c}^{\ b}f(x)\,\mathrm {d} x&=\sup\{s(P_{1}):P_{1}\in {\mathcal {P}}([a,c])\}+\sup\{s(P_{2}):P_{2}\in {\mathcal {P}}([c,b])\}\\&=\sup\{s(P_{1})+s(P_{2}):P_{1}\in {\mathcal {P}}([a,c]),P_{2}\in {\mathcal {P}}([c,b])\}\\&=\sup\{s(P_{1}\cup P_{2}):P_{1}\in {\mathcal {P}}([a,c]),P_{2}\in {\mathcal {P}}([c,b])\}\\&=\sup\{s(P):P\in {\mathcal {P}}([a,b]),P\ni c\}\\&={\underline {\int }}_{a}^{\ b}f(x)\,\mathrm {d} x\\\end{aligned}}.}                               
em virtude de {\displaystyle P_{1}\cup P_{2}} constituir uma partição do intervalo {\displaystyle [a,b]} contendo c, e de, inversamente, cada partição {\displaystyle P} de {\displaystyle [a,b]} que contenha o ponto c, poder ser decomposta como união de uma partição, {\displaystyle P_{1}} de {\displaystyle [a,c]}, com uma partição {\displaystyle P_{2}} de {\displaystyle [c,b]}. Por outro lado, relativamente à última igualdade tenha-se em conta a propriedade {\displaystyle (ii)} das somas de Darboux, segundo a qual para cada {\displaystyle P\in {\mathcal {P}}([a,b])} se tem {\displaystyle s(P)\leq s(P\cup \{c\}).}

### Integrais indefinidas inferior e superior
Também de modo simples se podem obter propriedades relevantes das chamadas integrais indefinidas de {\displaystyle f} em {\displaystyle [a,b]}, ou seja, das funções de domínio {\displaystyle [a,b]} dadas por:
{\displaystyle F(x)={\underline {\int }}_{a}^{\ x}f(t)\,\mathrm {d} t\quad e\quad G(x)={\overline {\int }}_{a}^{\ x}f(t)\,\mathrm {d} t}.
- {\displaystyle (vi)} Seja {\displaystyle K>0} tal que {\textstyle m,M\in [-K,K]}. Então {\displaystyle F} e {\displaystyle G} são {\displaystyle K}-Lipschitzianas, isto é, para {\displaystyle x,y\in [a,b]} quaisquer, tem-se {\textstyle |F(x)-F(y)|\leq K|x-y|} e {\textstyle |G(x)-G(y)|\leq K|x-y|}.
- {\displaystyle (vii)} Se {\displaystyle f} é contínua em {\displaystyle [a,b]} então {\displaystyle F} e {\displaystyle G} são diferenciáveis em {\displaystyle [a,b]} e {\displaystyle F'(x)=G'(x)=f(x)} para cada {\displaystyle x\in [a,b]}.

Vejamos, por exemplo, da propriedade {\displaystyle (vi)} a desigualdade relativa à função {\displaystyle F} (para {\displaystyle G} será análogo) supondo, sem perda de generalidade, que {\displaystyle x<y}. Por {\displaystyle (v)}, facilmente se observa que {\textstyle F(x)-F(y)={\underline {\int }}_{x}^{\ y}f(t)\,\mathrm {d} t}. Ora, pela propriedade {\displaystyle (iii)} e pelas características da constante {\displaystyle K}, temos
{\displaystyle -K(y-x)\leq m(y-x)\leq {\underline {\int }}_{x}^{\ y}f(t)\,\mathrm {d} t\leq M(y-x)\leq K(y-x)}
ou seja, {\textstyle |F(x)-F(y)|\leq K(y-x)}. Logo {\displaystyle F} é {\displaystyle K}-Lipschitziana.
Quanto a {\displaystyle (vii)}, mostremos que {\displaystyle F} é diferenciável (para {\displaystyle G} será análogo). Sem perda de generalidade, tomando valores de {\displaystyle h>0}, obtemos por {\displaystyle (v)} e {\displaystyle (iv)} que
{\displaystyle {\frac {F(x+h)-F(x)}{h}}={\frac {{\underline {\int }}_{x}^{\ x+h}f(t)\,\mathrm {d} t}{h}}=f(x_{h})}
onde {\displaystyle x_{h}} é um valor entre {\displaystyle x} e {\displaystyle x+h}. Então fazendo {\displaystyle h\rightarrow 0},   atendendo à continuidade de{\displaystyle f}, obtemos no limite {\displaystyle f(x)}. Logo {\displaystyle F} é diferenciável e {\displaystyle F'(x)=f(x)}.
Uma análise mais detalhada das propriedades destas integrais inferior e superior pode ser vista no livro  de Sterling K. Berberian [Cap. 9].
Como resultante destas propriedades podemos obter um importante exemplo de funções integráveis: o da classe das funções contínuas. De notar que se {\displaystyle f:[a,b]\rightarrow \mathbb {R} } for contínua então pelo teorema de Weierstrass ela possui mínimo e máximo absolutos, sendo por conseguinte limitada. Pelas mesmas razões, em tal situação, as somas de Darboux são somas de Riemann.  

#### Exemplo 5
Qualquer função {\displaystyle f:[a,b]\rightarrow \mathbb {R} } que seja contínua em {\displaystyle [a,b]} é integrável.
A demonstração que daremos a seguir difere daquela baseada na continuidade uniforme de {\displaystyle f}, que é a mais comum que se encontra na literatura. Façamos notar que se {\displaystyle f} é contínua em {\displaystyle [a,b]}, a propriedade {\displaystyle (vii)} nos indica que os integrais indefinidos {\displaystyle F} e {\displaystyle G} são duas primitivas de {\displaystyle f} em {\displaystyle [a,b]}. Como tal, elas diferem entre si de uma constante. Quer dizer, existe {\displaystyle k\in \mathbb {R} } tal que {\displaystyle F(x)=G(x)+k} para qualquer {\displaystyle x\in [a,b]}. Mas como {\displaystyle F(a)=G(a)=0} resulta que também {\displaystyle k=0} e, por conseguinte, {\displaystyle F(x)=G(x)} para cada {\displaystyle x\in [a,b]}. Em particular, {\displaystyle F(b)=G(b)}, ou seja, {\textstyle {\underline {\int }}_{a}^{\ b}f(t)\,\mathrm {d} t={\overline {\int }}_{a}^{\ b}f(t)\,\mathrm {d} t}, donde se conclui que {\displaystyle f} é integrável em {\displaystyle [a,b]}.
Assim, perante a continuidade de {\displaystyle f} em {\displaystyle [a,b]}, as integrais indefinidos {\displaystyle F(x)} e {\displaystyle G(x)} são uma só função, nomeadamente: {\textstyle {\int }_{a}^{\ x}f(t)\,\mathrm {d} t}. Consequentemente podemos concluir o seguinte importante teorema conhecido por teorema fundamental do Cálculo ou da Análise Matemática. 

#### Teorema 3 (Fundamental do Cálculo)
Seja {\displaystyle f:[a,b]\rightarrow \mathbb {R} } uma função contínua, então a função dada por
{\displaystyle \phi (x)={\int }_{a}^{\ x}f(t)\,\mathrm {d} t}
é diferenciável em {\displaystyle [a,b]} e {\displaystyle \phi '(x)=f(x)} para cada {\displaystyle x\in [a,b]}.

## Funções integráveis à Riemann
Entre uma função integrável por ser contínua em {\displaystyle [a,b]} e a função não integrável de Dirichlet do Exemplo 4 que, como facilmente se observa, é descontínua em todos os pontos de {\displaystyle [a,b]}, dada uma função limitada em {\displaystyle [a,b]} como saber se ela é uma função integrável?
Vários autores se preocuparam com esta questão mas a sua investigação apenas deu aso a condições de carácter analítico como a seguinte comummente conhecida por condição de Riemann.

#### Teorema 4 (Condição de Cauchy)
Uma função {\displaystyle f:[a,b]\rightarrow \mathbb {R} } limitada é integrável à Riemann se e só se
- Para cada {\displaystyle \epsilon >0} existe {\displaystyle P\in {\mathcal {P}}([a,b])}  tal que {\displaystyle S_{f}(P)-s_{f}(P)<\epsilon }.

Para provar este teorema comecemos por observar que pelas propriedades algébricas dos ínfimos e dos supremos se tem
{\displaystyle {\begin{aligned}{\overline {\int }}_{a}^{\ b}f(x)\,\mathrm {d} x-{\underline {\int }}_{a}^{\ b}f(x)\,\mathrm {d} &=\inf \ \{S_{f}(Q_{1}):Q_{1}\in {\mathcal {P}}([a,b])\}-\sup\{s_{f}(Q_{2}):Q_{2}\in {\mathcal {P([a,b])}}\}\\&=\inf \ \{S_{f}(Q_{1}):Q_{1}\in {\mathcal {P}}([a,b])\}+\inf\{-s_{f}(Q_{2}):Q_{2}\in {\mathcal {P([a,b])}}\}\\&\\&=\inf \ \{S_{f}(Q_{1})-s_{f}(Q_{2}):Q_{1},Q_{2}\in {\mathcal {P}}([a,b])\}.\\\end{aligned}}}
Deste modo, se {\displaystyle f} é integrável então para cada {\displaystyle \epsilon >0} existem {\displaystyle Q_{1},Q_{2}\in {\mathcal {P}}([a,b])} tais que {\displaystyle 0\leq S_{f}(Q_{1})-s_{f}(Q_{2})<\epsilon }. Assim,  tomando {\displaystyle P=Q_{1}\cup Q_{2}}, pela propriedade {\displaystyle (ii)} das somas de Darboux, teremos igualmente, {\displaystyle 0\leq S_{f}(P)-s_{f}(P)<\epsilon .}
Reciprocamente, se para cada {\displaystyle \epsilon >0} existir  {\displaystyle P\in {\mathcal {P}}([a,b])} tal que {\displaystyle 0\leq S_{f}(P)-s_{f}(P)<\epsilon .} então também {\displaystyle 0\leq S_{f}(Q_{1})-s_{f}(Q_{2})<\epsilon }, para quaisquer {\displaystyle Q_{1},Q_{2}\in {\mathcal {P}}([a,b])} que contenham {\displaystyle P.}
Uma aplicação deste teorema é ilustrada no seguinte exemplo.

#### Exemplo 6 (Funções monótonas)
Seja {\displaystyle f:[a,b]\rightarrow \mathbb {R} } uma função monótona no intervalo {\displaystyle [a,b].} Então {\displaystyle f} é integrável em {\displaystyle [a,b].}
Supondo, por exemplo, que {\displaystyle f} é crescente em {\displaystyle [a,b]} (no caso decrescente, basta ter em conta que {\displaystyle -f} é crescente), temos que {\displaystyle f} é limitada, pois {\displaystyle f(a)\leq f(x)\leq f(b)} para cada {\displaystyle x\in [a,b]}. Do mesmo modo, relativamente a uma qualquer partição {\displaystyle P=\{x_{0},x_{1},...,x_{n}\}} de {\displaystyle [a,b]}. a diferença de somas de Darboux  {\textstyle S_{f}(P)-s_{f}(P)=\sum _{1=1}^{n}(f(x_{i})-f(x_{i-1}))(x_{i}-x_{i-1})}. Ora, como {\displaystyle (x_{i}-x_{i-1})\leq |P|} temos que {\textstyle S_{f}(P)-s_{f}(P)\leq (f(b)-f(a))|P|}. Então para cada {\displaystyle \epsilon >0}, se a partição {\displaystyle P} for tal que {\displaystyle |P|<\epsilon /(f(b)-f(a))} obtemos {\displaystyle S_{f}(P)-s_{f}(P)<\epsilon }. Logo a condição do Teorema 4 é satisfeita e por conseguinte, {\displaystyle f} é integrável em  {\displaystyle [a,b].}

### Teorema de Lebesgue
Um quadro qualitativo da integrabilidade de uma função apenas surge em 1902 pela mão de Henri Lebesgue na sua tese doutoral "Intégrale, Longuer et Aire", apresentada na Faculdade de Ciências de Paris, com base no conceito de conjunto de medida nula de acordo com a seguinte definição (ver  [p. 273] ou  [p.532]):
- Um conjunto {\displaystyle X\subset \mathbb {R} } diz-se de medida nula à (Lebesgue) se para cada {\displaystyle \epsilon >0} existir uma sucessão de intervalos abertos {\displaystyle I_{1},...,I_{n},...}, tais que {\textstyle \bigcup _{n=1}^{\infty }I_{n}\supset X\quad e\quad \sum _{n=1}^{\infty }|I_{n}|<\epsilon ,} onde por {\displaystyle |I_{n}|} se entende a amplitude de {\displaystyle I_{n}\ (n=1,2,...).}

Recordemos como propriedades destes conjuntos que:
- Subconjunto de um conjunto de medida nula é também de medida nula.

- União contável de conjuntos de medida nula é um conjunto de medida nula.
- Qualquer conjunto contável é de medida nula.

#### Teorema 5 (de Lebesgue)
Uma função limitada {\displaystyle f:[a,b]\rightarrow \mathbb {R} } é integrável à Riemann em {\displaystyle [a,b]} se e só se o conjunto {\displaystyle D} dos seus pontos de descontinuidade constitui um conjunto de medida nula. 
Alguns autores designam esta característica do conjunto {\displaystyle D} das descontinuidades de {\displaystyle f}, afirmando que a função é contínua em quase toda a parte (abreviadamente q.t.p.).
Este teorema diz-nos assim quão descontínua uma função pode ser para ter a propriedade de ser integrável â Riemann. Nenhuma das demonstrações, quer da condição necessária, quer da condição suficiente, é imediata. Demonstrações diferentes podem ser vistas em [p. 273] e [Cap. 11]. Complementarmente pode consultar.se o artigo de Michael Botsko. 
Como aplicação deste teorema analisemos a integrabilidade de duas funções especiais.   

#### Exemplo 6 (a função de Thomae)
A função de Thomae, também conhecida por alguns autores como função de Riemann, é definida em {\displaystyle \mathbb {R} } através de:{\displaystyle f(x)={\begin{cases}1&{\text{se }}x=0\\{\frac {1}{q}}&{\text{se }}x\in \mathbb {Q} ,\quad {\text{se}}\quad x={\tfrac {p}{q}}{\text{ na forma de fração reduzida e com }}q>0,\\0&{\text{se }}x\not \in \mathbb {Q} .\end{cases}}}Trata-se obviamente de uma função limitada. Iremos mostrar que para cada {\displaystyle x_{0}\in \mathbb {R} } se tem {\textstyle \lim _{x\to x_{0}}f(x)=0}. Perante este facto, vemos imediatamente que o conjunto das descontinuidades {\displaystyle f} em {\displaystyle \mathbb {R} } é {\displaystyle D=\mathbb {Q} }. Sendo conhecido que o conjunto dos números racionais é numerável e portanto de medida nula, podemos então concluir que a função de Thomae é integrável à Riemann em qualquer intervalo {\displaystyle [a,b]}.
Ora a relação {\textstyle \lim _{x\to x_{0}}f(x)=0} é equivalente a provar que para cada {\displaystyle \epsilon >0}, existe uma vizinhança de {\displaystyle x_{0}}, {\textstyle V_{x_{0}},} de modo que {\displaystyle x\in V_{x_{0}}\backslash \{x_{0}\}\Rightarrow 0\leq f(x)<\epsilon }.
Então com {\displaystyle \epsilon >0} arbitrário, formulemos o conjunto de números naturais {\displaystyle B=\{q\in \mathbb {N} :q\leq 1/\epsilon \}}. Dentre as frações que são inferiores a {\displaystyle x_{0}} e têm denominador em {\displaystyle B}, tomemos a maior, que será designada por {\displaystyle m'/q'}. Analogamente, dentre as frações que são superiores a {\displaystyle x_{0}} e têm denominador em {\displaystyle B}, tomemos a menor, designada por {\displaystyle m''/q''}. Notemos que se, na forma de fração irredutível,
{\displaystyle x={\frac {p}{q}}\in \left]{\frac {m'}{q'}},{\frac {m''}{q''}}\right[,\ x\neq x_{0},}
então necessariamente {\displaystyle q\not \in B}, pelo que, {\displaystyle q} deve ser tal que {\displaystyle 1/q<\epsilon }. Tomemos então como vizinhança de {\displaystyle x_{9}},
{\displaystyle V_{x_{0}}=\left]{\frac {m'}{q'}},{\frac {m''}{q''}}\right[.}
Logo se {\displaystyle x\in V_{x_{0}}\backslash \{x_{0}\}} temos que {\textstyle 0\leq f(x)<\epsilon }, se {\displaystyle x} for racional ou {\displaystyle f(x)=0<\epsilon }, se {\displaystyle x} for irracional, o que prova o pretendido.

#### Exemplo 7 (a função característica do conjunto ternário de Cantor)
Consideremos a seguinte função {\displaystyle \mathbf {1} _{\mathcal {C}}:[0,1]\rightarrow \mathbb {R} } dada por
{\displaystyle \mathbf {1} _{\mathcal {C}}(x)={\begin{cases}1,&{\text{if }}x\in {\mathcal {C}},\\0,&{\text{if }}x\not \in {\mathcal {\mathcal {C}}},\end{cases}}}
onde {\displaystyle {\mathcal {C}}} designa o conjunto ternário de Cantor. Recordemos que {\textstyle {\mathcal {C}}:=\bigcap _{n=0}^{\infty }C_{n}} onde os conjuntos {\textstyle C_{n}} são obtidos por recorrência através de {\textstyle C_{0}=[0,1]\ e\ C_{n}={\frac {C_{n-1}}{3}}\cup \left({\frac {2}{3}}+{\frac {C_{n-1}}{3}}\right){\text{ para }}n\geq 1.}Tendo em vista as descontinuidades da função {\displaystyle \mathbf {1} _{\mathcal {C}},} tomemos um ponto {\displaystyle x_{0}\not \in {\mathcal {C}}.} Então existe um conjunto {\displaystyle C_{n},} usado na formulação de {\displaystyle {\mathcal {C}}} o qual não contém {\displaystyle x_{0}.} Isto é, {\displaystyle x_{0}} pertence a um dos intervalos abertos que foram excluídos na construção de {\displaystyle C_{n},} o qual constitui uma vizinhança de {\displaystyle x_{0}} sem pontos de {\displaystyle {\mathcal {C}}}. Como tal, {\displaystyle \mathbf {1} _{\mathcal {C}}} apenas assume o valor zero nessa vizinhança de {\displaystyle x_{0}.} Logo {\displaystyle \mathbf {1} _{\mathcal {C}}} é contínua em {\displaystyle x_{0}.}
Isto significa que o conjunto {\displaystyle D} de todas as descontinuidades de {\displaystyle \mathbf {1} _{\mathcal {C}}} no intervalo {\displaystyle [0,1]} é um subconjunto de {\displaystyle {\mathcal {C}}.} Como {\displaystyle {\mathcal {C}}} é um conjunto não numerável com medida de Lebesgue nula, também {\displaystyle D} é um conjunto de medida de Lebesgue nula e portanto, pelo teorema de Lebesgue {\displaystyle \mathbf {1} _{\mathcal {C}}} é uma função integrável à Riemann.
Mais precisamente tem-se {\displaystyle D={\mathcal {C}}.} Na verdade, se {\displaystyle c\in {\mathcal {C}}}, nenhuma vizinhança de {\displaystyle c,} {\displaystyle ]c_{0}-\epsilon .c_{0}+\epsilon [,} pode estar contida em {\displaystyle {\mathcal {C}}}. Se assim fosse, teríamos {\displaystyle ]c_{0}-\epsilon .c_{0}+\epsilon [\subset C_{n}}, para cada {\displaystyle n\in \mathbb {N} }, o que é absurdo pois cada um destes conjuntos é composto por intervalos de amplitude {\displaystyle 3^{-n}}, o que obsta a que aquela inclusão seja possível para valores de {\displaystyle n} tais que {\displaystyle 3^{-n}<2\epsilon }. Deste modo, qualquer vizinhança de {\displaystyle c,} contém pontos de {\displaystyle {\mathcal {C}}} e pontos que não são de {\displaystyle {\mathcal {C}}}. Em termos da função {\displaystyle \mathbf {1} _{\mathcal {C}}} isto significa que os limites laterais {\displaystyle \mathbf {1} _{\mathcal {C}}(c^{-})} e {\displaystyle \mathbf {1} _{\mathcal {C}}(c^{+})} não existem e portanto a função é descontínua em {\displaystyle c.}
Claramente {\textstyle \int _{0}^{1}\mathbf {1} _{\mathcal {C}}(x)\,\mathrm {d} x=0.}

## Contando Descontinuidades
Dos diversos tipos de descontinuidades, o teorema de Lebesgue não distingue quais as que possam ter maior relevância na integrabilidade da função. Contudo, no âmbito do Teorema de Lebesgue, diferentes relevâncias podem verificar-se.
Dum modo geral considere-se {\displaystyle f:I\rightarrow \mathbb {R} }, uma função definida num intervalo {\displaystyle I\subset \mathbb {R} }. Por {\displaystyle D} indicaremos o conjunto dos pontos de {\displaystyle I} onde {\displaystyle f} é descontínua e por {\displaystyle c} um ponto genérico de {\displaystyle D}. Por {\textstyle f(c^{-})} e {\textstyle f(c^{+})} designaremos os respetivos limites laterais, à esquerda e à direita, de {\displaystyle f} em {\displaystyle c}. Relembremos que quando estes limites laterais existem em {\displaystyle \mathbb {R} } e se tem {\displaystyle f(c^{-})=f(c^{+})}, se diz que existe limite de {\displaystyle f} em {\displaystyle c}, o qual consiste do valor comum dos dois limites laterais e é representado por {\textstyle \lim _{x\to c}f(x)}. Neste caso, ter-se-á {\textstyle \lim _{x\to c}f(x)\neq f(c)} e diremos que {\displaystyle c} é uma descontinuidade removível de {\displaystyle f}. Digamos que é possível remover a descontinuidade alterando o valor de {\displaystyle f} em {\displaystyle c} para {\textstyle f(c)=\lim _{x\to c}f(x)}.
Por {\displaystyle R} designaremos o conjunto de todas as descontinuidades removíveis da função {\displaystyle f} em {\displaystyle I}.
Por exemplo, a função definida em {\displaystyle \mathbb {R} } através de
{\textstyle f(x)={\begin{cases}x\sin(1/x),&{\text{se }}x\neq 0,\\1,&{\text{se }}x=0,\end{cases}}}
tem uma descontinuidade em {\displaystyle c=0}, a qual é removível, pois existe  {\textstyle \lim _{x\to 0}f(x)=0}. A remoção da descontinuidade obter-se-ia alterando simplesmente o valor de {\displaystyle f} em {\displaystyle 0}, fazendo {\displaystyle f(0)=0}.
A função de Thomae, do Exemplo 2, é como vimos, descontínua em todos os racionais. Isto é, {\displaystyle D=\mathbb {Q} }, mas todas as descontinuidades são removíveis, pois conforme mostrámos {\textstyle \lim _{x\to x_{0}}f(x)=0} para cada {\displaystyle x_{0}\in \mathbb {R} }. Logo {\displaystyle D=R=\mathbb {Q} }. A remoção de todas as descontinuidades, levaria a transformar a função de Thomae na função identicamente nula.
A diferença entre estes dois casos, é que no primeiro temos que zero é uma descontinuidade isolada, enquanto no segundo, nenhuma descontinuidade é isolada já que, na vizinhança de cada racional, existe uma infinidade de racionais.
Uma outra possibilidade é a de existirem em {\displaystyle \mathbb {R} } os limites laterais {\textstyle f(c^{-})} e {\textstyle f(c^{+})}, mas ser {\textstyle f(c^{-})\neq f(c^{+})}. Nesta situação diremos que  {\displaystyle c} é uma descontinuidade em salto de {\displaystyle f}.
É o caso da função definida em {\displaystyle \mathbb {R} } através de {\displaystyle f(x)=x/|x|}, se {\displaystyle x\neq 0}, e {\displaystyle f(0)=0}, a qual tem apenas uma descontinuidade na origem, que é de tipo em salto pois {\textstyle f(0^{-})=-1\neq 1=f(0^{+})}.
Por {\displaystyle J} indicaremos o conjunto de todas as descontinuidades em salto da função {\displaystyle f} no respetivo intervalo {\displaystyle I}.
Tom Apostol [pp. 91-92]. considera estes tipos de descontinuidade e prova que uma função {\displaystyle f:I\rightarrow \mathbb {R} } que seja monótona, se tiver descontinuidades, elas são em salto. Quer dizer, para qualquer função monótona tem-se {\displaystyle D=J.} Além disso, estabelece que {\displaystyle D} é um conjunto contável (ver  [p.101, Ex. 4.63]) e por conseguinte de medida nula. Comprova-se deste modo o que já havíamos mostrado no Exemplo 6. 
Walter Rudin [p.94, Def. 4.26, Thms. 4.29 e 4.30] e Karl R. Stromberg [p.128, Def 3.87, Thm. 3.90] estudam, sob uma diferente terminologia, igualmente as descontinuidades removíveis e em salto, também com o objetivo de procederem a estudo idêntico para o caso das funções monótonas. Contudo, mais geralmente, ambos os autores estabelecem que, independentemente da monotonia da função, o conjunto {\displaystyle R\cup J} é sempre um conjunto contável (ver [p.100, Ex.17] ou [p.131, Ex.3]).
Observemos que afirmar que  {\displaystyle c\in R\cup J} é equivalente a dizer que ambos os limites laterais {\textstyle f(c^{-})} e {\textstyle f(c^{+})} existem em {\displaystyle \mathbb {R} }. Assim, o complementar relativamente a {\displaystyle D,} do conjunto {\displaystyle R\cup J} consiste de todos os pontos de {\displaystyle c\in D} em que pelo menos um dos limites laterais, {\textstyle f(c^{-})} ou {\textstyle f(c^{+})}, não existe em {\displaystyle \mathbb {R} }. Observemos que estamos perante casos em que eventualmente tais limites possam ser {\displaystyle +\infty } ou {\displaystyle -\infty }.
Parece ter sido John Klippert quem introduziu a classificação destas descontinuidades como essenciais. Ao mesmo tempo que considerou o conjunto dessas descontinuidades, que designou por {\displaystyle E}, subdividiu-o ainda nas três categorias seguintes:
{\displaystyle E_{1}=\{c\in I:f(c^{+})\ e\ f(c^{-})} não existem em {\displaystyle \mathbb {R} \}},
{\displaystyle E_{2}=\{c\in I:f(c^{-})} existe em {\displaystyle \mathbb {R} \ } e {\displaystyle f(c^{+})} não existe em {\displaystyle \mathbb {R} \}},
{\displaystyle E_{3}=\{c\in I:f(c^{-})} não existe em {\displaystyle \mathbb {R} \ } e {\displaystyle f(c^{+})} existe em {\displaystyle \mathbb {R} \}}.
É claro que {\displaystyle E=E_{1}\cup E_{2}\cup E_{3}.}
Por exemplo {\displaystyle f(x)=e^{1/x}} tem na origem uma descontinuidade e {\displaystyle c=0\in E_{1}}, pois {\displaystyle f(0^{+})=+\infty } e {\displaystyle f(0^{-})=-\infty }. O mesmo sucede com a função {\displaystyle \sin(1/x)} cuja descontinuidade na origem é caraterizada por não existirem ambos os limites laterais {\displaystyle f(0^{+})} e {\displaystyle f(0^{-})}.
Os elementos de {\displaystyle E_{1}} são designados por descontinuidades essenciais de primeira espécie, enquanto os de {\displaystyle E_{2}\cup E_{3}} são ditas descontinuidades essenciais de segunda espécie.
Por exemplo, a função dada por
{\textstyle f(x)={\begin{cases}\sin(1/x),&{\text{se }}x>0,\\\sin x,&{\text{se }}x\leq 0,\end{cases}}}
tem domínio {\displaystyle \mathbb {R} } e apenas uma descontinuidade em {\displaystyle 0\in E_{2}}.
Analogamente a função
{\textstyle f(x)={\begin{cases}\sin x,&{\text{se }}x\geq 0,\\1/\sin x,&{\text{se }}x<0,\end{cases}}}
considerada no intervalo {\displaystyle [-\pi /2,\pi /2]}, tem uma descontinuidade em {\displaystyle 0\in E_{3}}.
John Klippert consegue ainda aumentar o conjunto {\displaystyle R\cup J} com a característica de ser contável, conforme é expresso no teorema seguinte.

#### Teorema 3
O conjunto {\displaystyle R\cup J\cup E_{2}\cup E_{3}} é um conjunto contável.
Observemos que o conjunto {\displaystyle R\cup J\cup E_{2}\cup E_{3}} é precisamente constituído pelas descontinuidades de {\displaystyle f} em {\displaystyle I} que admitem pelo menos um limite lateral em {\displaystyle \mathbb {R} }.
Em [sec. 4] pode ver-se uma demonstração e uma discussão detalhada deste resultado, mesmo para uma função {\displaystyle f:I\rightarrow \mathbb {R} } que seja ilimitada.
Deste modo, podemos reescrever o teorema de Lebesgue na forma descrita através do seguinte corolário.

#### Corolário
Uma função limitada {\displaystyle f:[a,b]\rightarrow \mathbb {R} } é integrável à Riemann no intervalo {\displaystyle [a,b]} se e só se o conjunto {\displaystyle E_{1}} das suas descontinuidades essenciais de primeira espécie é um conjunto de medida nula.
Notemos a este respeito que na função de Dirichlet temos {\displaystyle E_{1}=[a,b]}, enquanto que na função característica do conjunto ternário de Cantor é {\displaystyle E_{1}={\mathcal {C}}}.
O caso em que {\displaystyle E_{1}=\varnothing } corresponde às seguintes situações clássicas de integrabilidade à Riemann de uma função {\displaystyle f:[a,b]\rightarrow \mathbb {R} } limitada:
1. Se {\displaystyle f} admite limite à direita em cada ponto de {\displaystyle [a,b[} então {\displaystyle f} é integrável em {\displaystyle [a,b]}[9].
2. Se {\displaystyle f} admite limite à esquerda em cada ponto de {\displaystyle ]a,b]} então {\displaystyle f} é integrável em {\displaystyle [a,b]}.

## Somas de Cauchy
Perante os resultados acima enunciados percebe-se que a integral de funções contínuas é uma situação bem particular. Em tal caso, já Augustin-Louis Cauchy, uma trintena de anos antes de Riemann, relativamente a uma partição qualquer {\displaystyle P=\{x_{0},x_{1},...,x_{n}\}\in {\mathcal {P}}([a,b])}, havia considerado as somas
{\displaystyle \gamma (P)=f(x_{0})(x_{1}-x_{0})+...+f(x_{n-1})(x_{n}-x_{n-1})=\sum _{i=1}^{n}f(x_{i-1})(x_{i}-x_{i-1})},
chamadas somas de Cauchy, e mostrado, sob a hipótese de {\displaystyle f} ser contínua em {\displaystyle [a,b]}, que existia o limite {\displaystyle \lim _{|P|\to 0}}{\displaystyle \gamma _{f}(P)={\mathcal {I_{0}}}}, valor que definia como sendo {\textstyle \int _{a}^{b}f(x)\,\mathrm {d} x.}
É claro que as somas de Cauchy são casos particulares de somas de Riemann. Na verdade, trata-se de somas de Riemann {\displaystyle \sigma (E,P)} em que a partição pontilhada {\displaystyle (E,P)} é constituída por uma qualquer partição {\displaystyle P=\{x_{0},x_{1},...,x_{n}\}\in {\mathcal {P}}([a,b])} e pela seleção {\displaystyle E=\{x_{0},x_{1},...,x_{n-1}\}}, composta pelos extremos inferiores dos subintervalos {\displaystyle [x_{i-1},x_{i}],\ (i=1,...,n)}. Assim, é claro que se {\displaystyle f:[a,b]\rightarrow \mathbb {R} } é integrável à Riemann em {\displaystyle [a,b]} então ela também é integrável segundo Cauchy no sentido de que  
- {\displaystyle (C)} Para cada {\displaystyle \epsilon >0} existe {\displaystyle \delta >0} tal que sempre que com {\displaystyle P\in {\mathcal {P}}([a,b])} de diâmetro {\textstyle |P|<\delta }  se tem {\displaystyle |\gamma (P,f)-{\mathcal {I_{0}}}|<\epsilon .}

Aparentemente as apresentações do integral de Riemann dão frequentemente a impressão (falsa) de que existe uma diferença profunda entre a formulação de Riemann e a definição mais antiga dada por Cauchy. Contudo, em 1915, D.C. Gillespie provou o teorema seguinte.

#### Teorema 4
Se {\displaystyle f:[a,b]\rightarrow \mathbb {R} } é uma função limitada em {\displaystyle [a,b]}, então as condições {\displaystyle (R)} e {\displaystyle (C)} são equivalentes e {\displaystyle {\mathcal {I}}={\mathcal {I_{0}}}.}
A demonstração dada da implicação {\textstyle (C)\Rightarrow (R)} é feita por absurdo. Ao pressupor que {\textstyle f} não é integrável segundo Riemann, supõe verificada uma condição equivalente ao conjunto {\displaystyle D} das descontinuidades de {\textstyle f} não ter medida nula. Uma contradição de {\displaystyle (C)} é então obtida.
Uma demonstração mais elementar deste teorema é apresentada em 1962 por E. Kristensen, E.T. Poulsen e E.Reich [Thm. 1].
Outros autores complementam este tema com várias outras situações.

## Funções em escada
Dada uma partição {\displaystyle P=\{x_{0},x_{1},...,x_{n}\}} do intervalo {\displaystyle [a,b]},  uma função {\displaystyle \varphi :[a,b]\rightarrow \mathbb {R} } que seja constante em cada intervalo aberto {\displaystyle ]x_{i-1},x_{i}[}, para {\displaystyle i=1,...,n,} diz-se uma função em escada. Supondo que com {\displaystyle i=1,...,n,} cada {\displaystyle k_{i}} é um número real e {\displaystyle \varphi (x)=k_{i}}, qualquer que seja {\displaystyle x\in ]x_{i-1},x_{i}[}, {\displaystyle \varphi } é uma função integrável à Riemann (ver Exemplo 3). Por este exemplo e pela propriedade {\displaystyle (v)} resulta imediatamente que
{\displaystyle (E)\quad {\int }_{a}^{\ b}\varphi (x)\,\mathrm {d} x=\sum _{i=1}^{n}{\int }_{x_{i-1}}^{\ x_{i}}\varphi (x)\,\mathrm {d} x=\sum _{i=1}^{n}k_{i}(x_{i}-x_{i-1}).}
Com esta relação parece entrarmos num âmbito de maior generalidade, pois dela facilmente se observa que quer as somas de Riemann, quer as somas de Darboux, não são mais do que integrais elementares de funções em escada.
Se designarmos por {\displaystyle {\mathcal {E}}([a,b])} o conjunto das funções em escada no intervalo {\displaystyle [a,b]}, note-se que a soma de funções em escada é uma função em escada e que o produto por um número real de uma função em escada é ainda uma função em escada. {\displaystyle {\mathcal {E}}([a,b])} constitui assim um espaço vetorial.
Facilmente também se observa que com {\displaystyle f:[a,b]\rightarrow \mathbb {R} } limitada os integrais inferior e superior de Darboux são dados por:
{\displaystyle {\underline {\int }}_{a}^{\ b}f(x)\,\mathrm {d} x=\sup\{\int _{a}^{b}\varphi (x)\,\mathrm {d} x:\varphi \in {\mathcal {E([a,b]),\varphi (x)\leq f(x)}}{\text{ para cada }}x\in [a,b]\}}
e
{\displaystyle {\overline {\int }}_{a}^{\ b}f(x)\,\mathrm {d} x=\inf\{\int _{a}^{b}\psi (x)\,\mathrm {d} x:\psi \in {\mathcal {E([a,b]),\psi (x)\geq f(x)}}{\text{ para cada }}x\in [a,b]\}.}

### Funções Regradas
Alguns autores, como por exemplo, Charles Pisot e Marc Zamanky e posteriormente Serge Lang [Cap. X], formulam a integral de Riemann apenas relativamente a funções {\displaystyle f:[a,b]\rightarrow \mathbb {R} } que são limite uniforme de funções em escada, {\displaystyle \varphi _{n}:[a,b]\rightarrow \mathbb {R} }, as quais tomam o nome de funções regradas.
Definindo as integrais de funções em escada pela fórmula {\displaystyle (E)} acima, a integral de {\displaystyle f} em {\displaystyle [a,b]} é então tomada como sendo dada através da relação
{\displaystyle \int _{a}^{b}f(x)\,\mathrm {d} x=\lim _{n\to \infty }\int _{a}^{b}\varphi _{n}(x)\,\mathrm {d} x=\int _{a}^{b}(\lim _{n\to \infty }\varphi _{n}(x))\,\mathrm {d} x}.
Acontece que, existindo uma sucessão de funções em escada {\displaystyle \varphi _{n}:[a,b]\rightarrow \mathbb {R} } que converge uniformemente no mesmo intervalo para {\displaystyle f:[a,b]\rightarrow \mathbb {R} }, esta definição está de acordo com o que se conhece das propriedades do integral, ou seja, que {\displaystyle f} é integrável à Riemann em {\displaystyle [a,b]} (em particular limitada) e que é possível trocar o sinal de integral com o de limite.
Mas continuando a seguir o ponto de vista topológico e funcional quer de Pisot e Zamansky, quer de Lang, como o espaço {\displaystyle {\mathcal {B}}([a,b])} das funções {\displaystyle \phi :[a,b]\rightarrow \mathbb {R} } limitadas, munido da norma do supremo, {\displaystyle \|\phi \|_{\infty }=\sup\{|\phi (x)|:x\in [a,b]\}}, constitui um espaço de Banach, sendo {\displaystyle {\mathcal {E}}([a,b])} um subespaço de {\displaystyle {\mathcal {B}}([a,b])}, o fecho (topológico) de {\displaystyle {\mathcal {E}}([a,b])} em {\displaystyle {\mathcal {B}}([a,b])} é ainda um subespaço de {\displaystyle {\mathcal {B}}([a,b])}: o espaço das funções regradas em {\displaystyle [a,b]}, que será designado por {\displaystyle {\mathcal {Reg}}([a,b])}.
Outros autores como Santos Guerreiro [Cap. V, §3 ] e Narciso Garcia [Cap. 3 e 4] seguem uma via mais construtiva desta classe das funções regradas e das suas principais propriedades, com a vantagem de a caracterizarem através do teorema seguinte.

#### Teorema 4 (das Funções Regradas)
As seguintes afirmações são equivalentes:
1. {\displaystyle f\in {\mathcal {Reg}}([a,b]);}
2. Existe uma sucessão de funções em escada, {\displaystyle \varphi _{n}\in {\mathcal {E}}([a,b])}, tal que {\displaystyle \lVert \varphi _{n}-f\rVert _{\infty }\rightarrow 0;}
3. {\displaystyle f} possui limites laterais em {\displaystyle \mathbb {R} } em qualquer ponto interior de {\displaystyle [a,b]} e limite lateral à direita (resp. à esquerda) em {\displaystyle a} (resp. em {\displaystyle b}).

Deste teorema se conclui imediatamente que qualquer função {\displaystyle f:[a,b]\rightarrow \mathbb {R} } que seja contínua em {\displaystyle [a,b]} é uma função regrada. Além disso, temos que as possíveis descontinuidades de uma função regrada ou são removíveis ou em salto. Isto é, o conjunto {\displaystyle D} das descontinuidades de {\displaystyle f} é tal que {\displaystyle D=R\cup J}. Dado ser este conjunto, como vimos, contável, podemos afirmar que se {\displaystyle f} é uma função regrada em {\displaystyle [a,b]} então {\displaystyle f} é integrável em {\displaystyle [a,b]}. (Esta mesma conclusão pode também ser obtida a partir dos resultados de Metzler apontados a seguir ao corolário do Teorema 3).
Um exemplo de função integrável à Riemann que não é regrada? Temos o caso da função característica do conjunto ternário de Cantor, {\displaystyle 1_{\mathcal {C}}.} Na verdade, para cada {\displaystyle x\in {\mathcal {C}}} os limites laterais {\displaystyle \mathbf {1} _{\mathcal {C}}(x^{-})} e {\displaystyle \mathbf {1} _{\mathcal {C}}(x^{+})} não existem e portanto a função, pelo teorema acima, não é regrada em {\displaystyle [0,1]}, embora seja integrável à Riemann em {\displaystyle [0,1]}. 
O conceito de função regrada parece ter sido introduzido por Nicolas Bourbaki sob a terminologia de "fonctions réglées". Seja na versão francesa, seja na versão atual em língua inglesa desta mesma obra, pode no Capítulo II observar-se um estudo com ampla generalidade destas funções ("regulated functions"). Pisot e Zamansky não adotam a designação de Bourbaki mas antes a de "fonctions étagées" (funções escalonadas). Porém, parece ter sido a designação de Bourbaki que prevaleceu. 

## O integral de Lebesgue
A classe das funções em escada, pode servir de base à construção do Integral de Lebesgue através da utilização de uma convergência menos forte do que a convergência uniforme. Os métodos usados nesse propósito parecem ser mais claros e simples por, ao contrário de inúmeros autores, incluindo o próprio Lebesgue, não terem por base a teoria da medida, desenvolvida por volta de 1900, por matemáticos como Émile Borel  e René-Louis Baire. (Para uma melhor documentação histórica o leitor pode consultar as obras). Nesse sentido, queremos aqui destacar os trabalhos de Serge Lang e de Frigyes Riesz. 
Designando por {\displaystyle \Re ([a,b])} o espaço das funções {\displaystyle f:[a,b]\rightarrow \mathbb {R} } que são integráveis à Riemann, que atrás caracterizámos, e considerando os espaços {\displaystyle {\mathcal {E}}([a,b])} e {\displaystyle {\mathcal {Reg}}([a,b])} como sub-espaços do espaço de Banach das funções limitadas {\displaystyle {\mathcal {B}}([a,b])}, munido da norma do supremo, obtivemos acima a seguinte relação entre eles: 
{\displaystyle {\overline {{\mathcal {E}}([a,b])}}={\mathcal {Reg}}([a,b])\subset \Re ([a,b])\subset {\mathcal {B}}([a,b])}. 
Um pouco à semelhança do que se faz na construção do números reais, quando se completa o conjunto dos números racionais alargando-o com os números irracionais de modo a que todas as sucessões de Cauchy tenham limite, a leitura que Lang [Ch.X, §4 Appendix] (ver igualmente) faz desta relação é que as sucessões de Cauchy de funções em escada para a norma do supremo levam-nos às funções reguladas. A seguir propõe que, em detrimento da aproximação uniforme, se considerem em {\displaystyle {\mathcal {E}}([a,b])}, as sucessões de Cauchy para a seminorma, chamada seminorma-{\displaystyle L^{1}}, dada por 
{\displaystyle \|\varphi \|_{1}=\int _{a}^{b}|\varphi (x)|\,\mathrm {d} x}.
Isto é, considerem-se todas as sucessões de funções em escada {\displaystyle \varphi _{n}:[a,b]\rightarrow \mathbb {R} } tais que, para cada {\displaystyle \epsilon >0} existe uma ordem {\displaystyle N} tal que quaisquer que sejam {\displaystyle m,n>N}, se tem {\displaystyle \|\varphi _{n}-\varphi _{m}\|_{1}<\epsilon }, e procure-se analisar a sua convergência pontual.
A classe de novas funções que se obtém é baseada naquilo que Lang chama de Lema fundamental da integração à Lebesgue, cujo enunciado descrevemos a seguir e cuja demonstração pode ser seguida em [p.365 e seguintes].

#### Lema (fundamental da integração à Lebesgue)
Seja {\displaystyle \varphi _{n}:[a,b]\rightarrow \mathbb {R} } uma sucessão de Cauchy para a seminorma-{\displaystyle L^{1}} de funções em escada. Então existe uma subsucessão {\displaystyle \varphi _{n_{k}}} que converge q.t.p. em {\displaystyle [a,b]}. Adicionalmente, para cada {\displaystyle \epsilon >0} existe um conjunto {\textstyle Z=\cup _{j=1}^{p}I_{j}}, união finita de intervalos abertos tais que {\textstyle \sum _{j=1}^{p}|I_{j}|<\epsilon }, tal que a subsucessão {\displaystyle \varphi _{n_{k}}} converge absolutamente e uniformemente no exterior de {\displaystyle Z.}
A partir deste lema torna-se mais claro como obter um integral mais geral: o integral de Lebesgue. Tomando o espaço {\displaystyle {\mathfrak {L}}^{1}([a,b])} constituído por todas as funções {\displaystyle f:[a,b]\rightarrow \mathbb {R} } para as quais existe uma sucessão de Cauchy para a seminorma-{\displaystyle L^{1}} de funções em escada, {\displaystyle \varphi _{n}}, convergindo pontualmente para {\displaystyle f}, q.t.p. em {\displaystyle [a,b],} mostra-se facilmente que então a sucessão {\textstyle \int _{a}^{b}\varphi _{n}(x)\,\mathrm {d} x} é, ela própria, uma sucessão de Cauchy de números reais definindo-se então {\textstyle \int _{a}^{b}f(x)\,\mathrm {d} x=\lim _{n\to \infty }\int _{a}^{b}\varphi _{n}(x)\,\mathrm {d} x}. Também facilmente se mostra que este limite é independente da sucessão de funções em escada que aproxima {\displaystyle f}.
Outros autores houve que exploraram esta ideia de obter as funções integráveis à Lebesgue como limite pontual, a menos de um conjunto de medida nula, de uma sucessão de funções em escada. O primeiro autor a fazê-lo parece ter sido o matemático austro-húngaro Frigyes Riesz. O curso que durante vários anos lecionou nas universidades de Szeged e Budapeste acabaria, por iniciativa da Academia de Ciências da Hungria, formalmente publicado primeiro em francês e, logo de seguida, traduzido e publicado em língua inglesa em 1955. Apresentaremos aqui resumidamente esse método, sem dúvida mais construtivo que o anterior, seguindo as nomenclaturas introduzidas por Tom Apostol [Cap. 10] e Luís T. Magalhães. 
Nesse sentido, seja {\displaystyle \varphi _{n}:[a,b]\rightarrow \mathbb {R} } uma sucessão de funções de {\displaystyle {\mathcal {E}}([a,b])} que seja crescente, isto é, tal que {\displaystyle \varphi _{n}(x)\leqslant \varphi _{n+1}(x)} para cada {\displaystyle x\in [a,b]} e {\displaystyle n\in \mathbb {N} }. Se {\displaystyle f:[a,b]\rightarrow \mathbb {R} } for uma função tal que {\displaystyle \varphi _{n}(x)\rightarrow f(x)} q.t.p. em {\displaystyle x\in [a,b]} (ou seja, para qualquer {\displaystyle x} em {\displaystyle [a,b]} que não pertença a um conjunto de medida nula) escreveremos {\displaystyle \varphi _{n}\nearrow f} q.t.p. em {\displaystyle [a,b]}. Se além disso, a sucessão numérica crescente {\textstyle \int _{a}^{b}\varphi _{n}(x)\,\mathrm {d} x} for convergente (ou, de modo equivalente, se for majorada) diremos que {\displaystyle f} é uma função limite superior em  {\displaystyle [a,b]}, gerada por {\displaystyle \varphi _{n}} e define-se a integral de {\displaystyle f} em {\displaystyle [a,b]} através da igualdade
{\displaystyle \int _{a}^{b}f(x)\,\mathrm {d} x=\lim _{n\to \infty }\int _{a}^{b}\varphi _{n}(x)\,\mathrm {d} x}.
O conjunto de todas as funções que são limite superior em {\displaystyle [a,b]} é designado por {\displaystyle {\mathcal {U}}([a,b])}.
Antes do mais, vejamos alguns exemplos simples de funções que são limite superior num certo intervalo.

#### Exemplo 6
Uma função {\displaystyle f:[a,b]\rightarrow \mathbb {R} } que seja constante exceto num subconjunto {\displaystyle X\subset [a,b]} que seja de medida nula (isto é, abreviadamente, {\displaystyle f(x)=K} q.t.p. em {\displaystyle [a,b]}) é uma função limite superior e {\textstyle \int _{a}^{b}f(x)\,\mathrm {d} x=K(b-a)}
Na verdade, a sucessão de funções de  {\displaystyle {\mathcal {E}}([a,b])}, {\displaystyle \varphi _{n}(x)=K} para cada {\displaystyle x\in [a,b]} e {\displaystyle n\in \mathbb {N} }, é obviamente geradora de {\displaystyle f}, tendo-se {\textstyle \int _{a}^{b}f(x)\,\mathrm {d} x=\lim _{n\to \infty }\int _{a}^{b}K\,\mathrm {d} x=K(b-a)}.
Caso particular deste exemplo é a função de Dirichlet do Exemplo 4, a qual é assim uma função limite superior em {\displaystyle [0,1]} para a qual{\textstyle \int _{0}^{1}d(x)\,\mathrm {d} x=0}. À semelhança desta função, qualquer {\displaystyle f:[a,b]\rightarrow \mathbb {R} } tal que {\displaystyle f(x)=0} q.t.p. em {\displaystyle [a,b]} é uma função limite superior tal que 
{\textstyle \int _{a}^{b}f(x)\,\mathrm {d} x=0.}
De modo igualmente elementar, também facilmente se percebe que uma função em escada em {\displaystyle [a,b]} também é uma função limite superior em {\displaystyle [a,b]}, havendo coincidência nos valores do integral descritos de uma ou outra maneiras. Isto é, {\displaystyle {\mathcal {E}}([a,b])\subset {\mathcal {U}}([a,b]).}
Não elementar é o exemplo que se segue, o qual nos esclarece que este novo conceito de integrabilidade estende o da integrabilidade à Riemann.

#### Exemplo 7
Uma função {\displaystyle f:[a,b]\rightarrow \mathbb {R} } que seja integrável à Riemann é uma função limite superior.
A ideia para obter a sucessão, {\displaystyle \varphi _{n}}, geradora de {\displaystyle f}, consiste em considerar a sucessão de partições, {\displaystyle P_{n}}, obtidas por divisão de {\displaystyle [a,b]} em {\displaystyle 2^{n}} partes iguais, sendo {\displaystyle \varphi _{n}} constante em cada subintervalo e igual ao respetivo ínfimo de {\displaystyle f}, de modo a que {\textstyle \int _{a}^{b}\varphi _{n}(x)\,\mathrm {d} x} coincida com a soma inferior de Darboux {\displaystyle s_{f}(P_{n})}. Este facto permite concluir que {\textstyle \lim _{n\to \infty }\int _{a}^{b}\varphi _{n}(x)\,\mathrm {d} x=\lim _{n\to \infty }s_{f}(P_{n})=\int _{a}^{b}f(x)\,\mathrm {d} x}, sendo este último integral no sentido de Riemann. Para completar a prova de que {\displaystyle \varphi _{n}} gera {\displaystyle f}, prova-se que em cada ponto, {\displaystyle x}, que pertença ao interior do conjunto de pontos de continuidade de {\displaystyle f}, se tem {\displaystyle \varphi _{n}(x)\rightarrow f(x)}. Assim, apenas no conjunto de descontinuidades de {\displaystyle f}, que como sabemos tem medida nula, e eventualmente em mais um conjunto contável de pontos, se tem {\displaystyle \varphi _{n}(x)\nrightarrow f(x)}, pelo que {\displaystyle \varphi _{n}\nearrow f} q.t.p. em {\displaystyle [a,b]}. (Para maiores detalhes veja-se [Thm. 10.11, p.259] ou [p.25]).
De modo idêntico podemos construir uma função de {\displaystyle {\mathcal {U}}([a,b])} que não seja integrável à Riemann.

#### Exemplo 8
Considere-se a função {\displaystyle f:[0,1]\rightarrow \mathbb {R} } dada por
{\displaystyle f(x)={\begin{cases}(x-1)^{-1/2},&{\text{if }}x\neq 1,\\0,&{\text{if }}x=1.\end{cases}}}
Sendo ilimitada, {\displaystyle f} não é integrável à Riemann. Contudo, {\displaystyle f\in {\mathcal {U}}([0,1])}. Na verdade, considerando a sucessão de partições obtida por divisão de {\displaystyle [0,1]} em {\displaystyle n} partes iguais , {\displaystyle P_{n}=\{x_{n0},x_{n1},...,x_{nn}\}} {\textstyle (x_{n0}=0,x_{n1}=1/n,...,x_{n(n-1)}=(n-1)/n,x_{nn}=1)}construamos a sucessão de funções {\displaystyle \varphi _{n}\in {\mathcal {E}}([0,1])} tais que para {\displaystyle i=1,...,n-1},  {\displaystyle \varphi _{n}(x)=f(x_{n,i-1})}, se {\displaystyle x\in [x_{n,i-1},x_{n,i}[} e {\displaystyle \varphi _{n}(x)=f(x_{n,n-1})}, se {\displaystyle x\in [x_{n,n-1},x_{n,n}]}. Temos que {\displaystyle \varphi _{n}(x)\nearrow f(x)} exceto quando {\displaystyle x=1} e {\displaystyle \lim _{n\to \infty }\int _{0}^{1}\varphi _{n}(x)\,\mathrm {d} x=\lim _{t\to 1}\int _{0}^{t}(1-x)^{-1/2}\,\mathrm {d} x=2}.
Logo {\displaystyle f\in {\mathcal {U}}([0,1])} e {\textstyle \int _{0}^{1}f(x)\,\mathrm {d} x=2}.
A definição de função limite superior merece alguns comentários no sentido de perceber que ela se encontra bem posta. Esse esclarecimento é feito por Riesz e Nagy com base nos dois lemas seguintes (ver [p.30]).
Lema A
Se {\displaystyle \rho _{n}} é uma sucessão de {\displaystyle {\mathcal {E}}([a,b])} tal que {\displaystyle \rho _{n}(x)} decresce para zero q.t.p. em {\displaystyle [a,b]}  então {\textstyle \int _{a}^{b}\rho _{n}(x)\,\mathrm {d} x\rightarrow 0}.

#### Lema B
Se {\displaystyle \varphi _{n}} é uma sucessão crescente de {\displaystyle {\mathcal {E}}([a,b])} tal que  {\textstyle \int _{a}^{b}\varphi _{n}(x)\,\mathrm {d} x} é uma sucessão majorada então {\displaystyle \varphi _{n}(x)} converge q.t.p. em {\displaystyle [a,b]}.
Este lema legitima inteiramente a formação da classe de funções {\displaystyle {\mathcal {U}}([a,b])}. Por outro lado, o primeiro lema permite concluir que a integral de uma função limite superior não depende da sucessão de funções em escada que a gera. Isto é, se {\displaystyle \varphi _{n}} e {\displaystyle \psi _{n}} forem duas funções geradoras da mesma função {\displaystyle f:[a,b]\rightarrow \mathbb {R} } tem-se que {\textstyle \lim _{n\to \infty }\int _{a}^{b}\varphi _{n}(x)\,\mathrm {d} x=\lim _{n\to \infty }\int _{a}^{b}\psi _{n}(x)\,\mathrm {d} x}. 
Na verdade, fixemos um termo,  {\displaystyle \psi _{m}}, da sucessão {\displaystyle \psi _{n}} e consideremos a parte positiva da diferença {\displaystyle \psi _{m}-\varphi _{n}}, ou seja a sucessão {\displaystyle \rho _{n}(x)=\max\{\psi _{m}(x)-\varphi _{n}(x),0\}}. Como {\displaystyle \varphi _{n}\nearrow f} q.t.p. em {\displaystyle [a,b]} e {\displaystyle \psi _{m}(x)\leq f(x)} q.t.p. em {\displaystyle [a,b]} temos que {\displaystyle \rho _{n}} é uma sucessão de funções em escada que decresce para zero q.t.p. em {\displaystyle [a,b]}. Logo pelo Lema A temos que {\displaystyle \int _{a}^{b}\psi _{m}(x)\,\mathrm {d} x-\lim _{n\to \infty }\int _{a}^{b}\varphi _{n}(x)\,\mathrm {d} x\geq \lim _{n\to \infty }\int _{a}^{b}\rho _{n}(x)\,\mathrm {d} x=0}. 
Por conseguinte, {\textstyle \int _{a}^{b}\psi _{m}(x)\,\mathrm {d} x\geq \lim _{n\to \infty }\int _{a}^{b}\varphi _{n}(x)\,\mathrm {d} x}, vindo, por passagem ao limite 
{\displaystyle \lim _{n\to \infty }\int _{a}^{b}\psi _{n}(x)\,\mathrm {d} x\geq \lim _{n\to \infty }\int _{a}^{b}\varphi _{n}(x)\,\mathrm {d} x}. 
Mutatis mutandis obtemos analogamente a desigualdade contrária o que nos permite chegar à igualdade pretendida.  
Se {\displaystyle f,g\in {\mathcal {U}}([a,b])} facilmente se prova que também {\displaystyle f+g\in {\mathcal {U}}([a,b])} e que  
{\displaystyle \int _{a}^{b}(f(x)+g(x))\,\mathrm {d} x=\int _{a}^{b}f(x)\,\mathrm {d} x+\int _{a}^{b}g(x)\,\mathrm {d} x}.  
Porém, {\displaystyle {\mathcal {U}}([a,b])} não constitui um espaço vetorial. Na verdade, pode suceder que {\displaystyle f\in {\mathcal {U}}([a,b])}, mas {\displaystyle -f\not \in {\mathcal {U}}([a,b])}. É isso que, com base em [Ex. 10.4, p.298], se mostra no seguinte exemplo.  

#### Exemplo 9
Tomemos o conjunto contável {\textstyle \mathbb {Q} \cap [0,1]=\{r_{1},r_{2},...,r_{n},...\}}, formulemos os intervalos {\textstyle I_{n}=[r_{n}-4^{-n},r_{n}+4^{-n}]\cap [0,1]} e construamos a função
{\displaystyle f(x)={\begin{cases}1,&{\text{se }}x\in \ (\bigcup _{n\geq 1}I_{n}),\\0,&{\text{se }}x\in [0,1]\diagdown (\bigcup _{n\geq 1}I_{n}).\end{cases}}}
Comecemos por provar que {\displaystyle f\in {\mathcal {U}}([0,1])}. Na verdade, considerando as funções auxiliares
{\displaystyle \phi _{n}(x)={\begin{cases}1,&{\text{se }}x\in \ I_{n},\\0,&{\text{se }}x\in [0,1]\diagdown I_{n},\end{cases}}}
facilmente se observa que a sucessão de funções {\displaystyle \varphi _{n}:[0,1]\rightarrow \mathbb {R} } definidas por {\displaystyle \varphi _{n}(x)=\max\{\phi _{1}(x),...,\phi _{n}(x)\}} são funções em escada tais que {\displaystyle \varphi _{n}\nearrow f} q.t.p. em {\displaystyle [0,1]}. Além disso, tem-se que, para cada {\displaystyle n\in \mathbb {N} }, {\textstyle \int _{0}^{1}\varphi _{n}(x)\,\mathrm {d} x\leq \textstyle 2\sum _{k\geqq 1}4^{-k}\displaystyle =2/3.} Logo  {\displaystyle f} é uma função limite superior em  {\displaystyle [0,1]}, gerada por {\displaystyle \varphi _{n}}, em que
{\displaystyle \int _{0}^{1}f(x)\,\mathrm {d} x=\lim _{n\to \infty }\int _{0}^{1}\varphi _{n}(x)\,\mathrm {d} x\leq 2/3.}
Vamos agora momentaneamente admitir que {\displaystyle -f\in {\mathcal {U}}([0,1])}. Uma primeira consequência desta hipótese é que{\textstyle \int _{0}^{1}(-f(x))\,\mathrm {d} x=-\int _{0}^{1}f(x)\,\mathrm {d} x} tendo em conta que {\textstyle \int _{0}^{1}f(x)\,\mathrm {d} x+\int _{0}^{1}(-f(x))\,\mathrm {d} x=\int _{0}^{1}(f(x)+(-f(x)))\,\mathrm {d} x=0}. Outra consequência é que se {\displaystyle \psi } for uma função em escada, tendo como partição associada, {\displaystyle P=\{x_{0},x_{1},...,x_{n}\}}, tal que {\displaystyle \psi (x)\leq -f(x)} em {\displaystyle [0,1]}, então necessariamente {\displaystyle \psi (x)\leq -1} exceto nos pontos de {\displaystyle [0,1]} que pertencem a {\displaystyle P}. Na verdade, se em algum dos intervalos abertos {\displaystyle ]x_{i-1},x_{i}[} fosse {\displaystyle \psi (x)>-1}, então seria em tal intervalo {\displaystyle f(x)=0}, o que é absurdo já que em {\displaystyle ]x_{i-1},x_{i}[} existe uma infinidade de racionais e portanto de intervalos {\displaystyle I_{n}} onde {\displaystyle f} assume o valor 1. Deste modo, se {\displaystyle \psi _{n}} for uma sucessão de funções em escada que gere {\displaystyle -f}, teremos que  {\displaystyle -\int _{0}^{1}f(x)\,\mathrm {d} x=\lim _{n\to \infty }\int _{0}^{1}\psi _{n}(x)\,\mathrm {d} x\leq -1}
e consequentemente {\textstyle \int _{0}^{1}f(x)\,\mathrm {d} x\geq 1} o que é contraditório com a desigualdade obtida acima.
Logo {\displaystyle f\in {\mathcal {U}}([0,1])} mas {\displaystyle -f\not \in {\mathcal {U}}([0,1]).}
É claro que em caso de haver integrabilidade à Riemann ambas as funções {\displaystyle f} e {\displaystyle -f} pertencem a {\displaystyle {\mathcal {U}}([a,b])}. Riesz e Nagy [p.33] afirmam mesmo que esta situação apenas acontece quando e só quando {\displaystyle f} é integrável à Riemann.
A fim de ultrapassar esta situação define-se o conjunto das funções integráveis à Lebesgue no intervalo {\displaystyle [a,b]}, como sendo a classe, que designaremos por {\displaystyle L([a,b])}, das funções obtidas formando as diferenças de funções limite em {\displaystyle [a,b]}. Isto é, 
{\displaystyle L([a,b])=\{u-v:u,v\in {\mathcal {U}}([a,b])\}}.
Se {\displaystyle f\in L([a,b])} em que, {\displaystyle f=u-v} com {\displaystyle u,v\in {\mathcal {U}}([a,b])}, define-se então a integral de {\displaystyle f} em {\displaystyle [a,b]}, através da relação
{\displaystyle \int _{a}^{b}f(x)\,\mathrm {d} x=\int _{a}^{b}u(x)\,\mathrm {d} x-\int _{a}^{b}v(x)\,\mathrm {d} x}.
Esta definição precisa que se mostre que se {\displaystyle f=u_{1}-v_{1}=u_{2}-v_{2}} com {\displaystyle u_{1},u_{2},v_{1}.v_{2}\in {\mathcal {U}}([a,b])}, então
{\displaystyle \int _{a}^{b}u_{1}(x)\,\mathrm {d} x-\int _{a}^{b}v_{1}(x)\,\mathrm {d} x=\int _{a}^{b}u_{2}(x)\,\mathrm {d} x-\int _{a}^{b}v_{2}(x)\,\mathrm {d} x}.
Mas esta igualdade é equivalente a
{\displaystyle \int _{a}^{b}u_{1}(x)\,\mathrm {d} x+\int _{a}^{b}v_{2}(x)\,\mathrm {d} x=\int _{a}^{b}u_{2}(x)\,\mathrm {d} x+\int _{a}^{b}v_{1}(x)\,\mathrm {d} x},
a qual resulta de ser {\displaystyle u_{1}+v_{2}=u_{2}+v_{1}} e da aditividade da integral em  {\displaystyle {\mathcal {U}}([a,b])}, como acima referimos. Assim, a definição formulada encontra-se bem posta.
Uma consequência imediata desta definição é que se {\displaystyle f\in L([a,b])} então existe uma sucessão de funções em escada {\displaystyle \varphi _{n}} tal que {\displaystyle \varphi _{n}(x)\rightarrow f(x)} q.t.p. em {\displaystyle [a,b]} e 
{\displaystyle \int _{a}^{b}f(x)\,\mathrm {d} x=\lim _{n\to \infty }\int _{a}^{b}\varphi _{n}(x)\,\mathrm {d} x}.
Na verdade, de {\displaystyle f=u-v} com {\displaystyle u,v\in {\mathcal {U}}([a,b])} temos que existem duas sucessões crescentes de funções em escada, {\displaystyle \psi _{1n}} e {\displaystyle \psi _{2n}}, convergindo q.t.p., respetivamente, para {\displaystyle u} e {\displaystyle v} e tais que {\textstyle \int _{a}^{b}\varphi _{1n}(x)\,\mathrm {d} x\rightarrow \int _{a}^{b}u(x)\,\mathrm {d} x} e {\textstyle \int _{a}^{b}\varphi _{2n}(x)\,\mathrm {d} x\rightarrow \int _{a}^{b}v(x)\,\mathrm {d} x}. Tomando{\displaystyle \varphi _{n}=\psi _{1n}-\psi _{2n}} obtemos uma sucessão de funções em escada tal que {\displaystyle \varphi _{n}(x)=\psi _{1n}(x)-\psi _{1n}(x)\rightarrow u(x)-v(x)=f(x)} q.t.p. em {\displaystyle [a,b]} e
{\displaystyle \int _{a}^{b}\varphi _{n}(x)\,\mathrm {d} x=\int _{a}^{b}\varphi _{1n}(x)\,\mathrm {d} x-\int _{a}^{b}\varphi _{2n}(x)\,\mathrm {d} x\rightarrow \int _{a}^{b}u(x)\,\mathrm {d} x-\int _{a}^{b}v(x)\,\mathrm {d} x=\int _{a}^{b}f(x)\,\mathrm {d} x}.
É claro que a equivalência ao integral proposto de maneira diferente por Lebesgue é demonstrada em qualquer dos trabalhos que citámos.
Com o integral de Lebesgue as somas de Riemann não desapareceram das investigações matemáticas. Bastará ver o incremento tido com o aparecimento do integral de Henstock-Kurzweil (também conhecido por integral de Riemann generalizado) e consequentemente com a tentativa de unificação de que consiste o integral de McShane